# Zijdebalen
Zijdebalen was een Nederlandse zijdefabriek annex buitenplaats aan de Utrechtse Vecht. Deze destijds beroemde fabriek was gelegen buiten de Weerdpoort en de Bemuurde Weerd in een buitengerecht. Tegenwoordig is het voormalige terrein van de fabriek in de Utrechtse wijk Pijlsweerd in ontwikkeling en wordt de wijk heringericht.

## Geschiedenis
In 1681 verkreeg de Amsterdamse zijdehandelaar Jacob van Mollem (1623-99) een concessie voor het bouwen van een zijderederij in een landelijk gebied waar vanouds veel boomgaarden en moestuinen waren. De ruwe zijde werd uit Perzië, China, Bengalen of Tonkin via Amsterdam aangevoerd over de Vecht. De negen twijnmolens werden aangedreven door waterkracht, middels een drijfriem aan een waterrad in de Westerstroom, die een sterke stroming had door het verval tussen de Stadsbuitengracht en de Vecht. Er waren mogelijk tienduizend haspels voor het afwinden van de cocons. Het vervaardigde zijdedraad werd naar Amsterdamse weverijen getransporteerd. Kort na de bouw van de fabriek liet Van Mollem ernaast een buitenplaats bouwen.

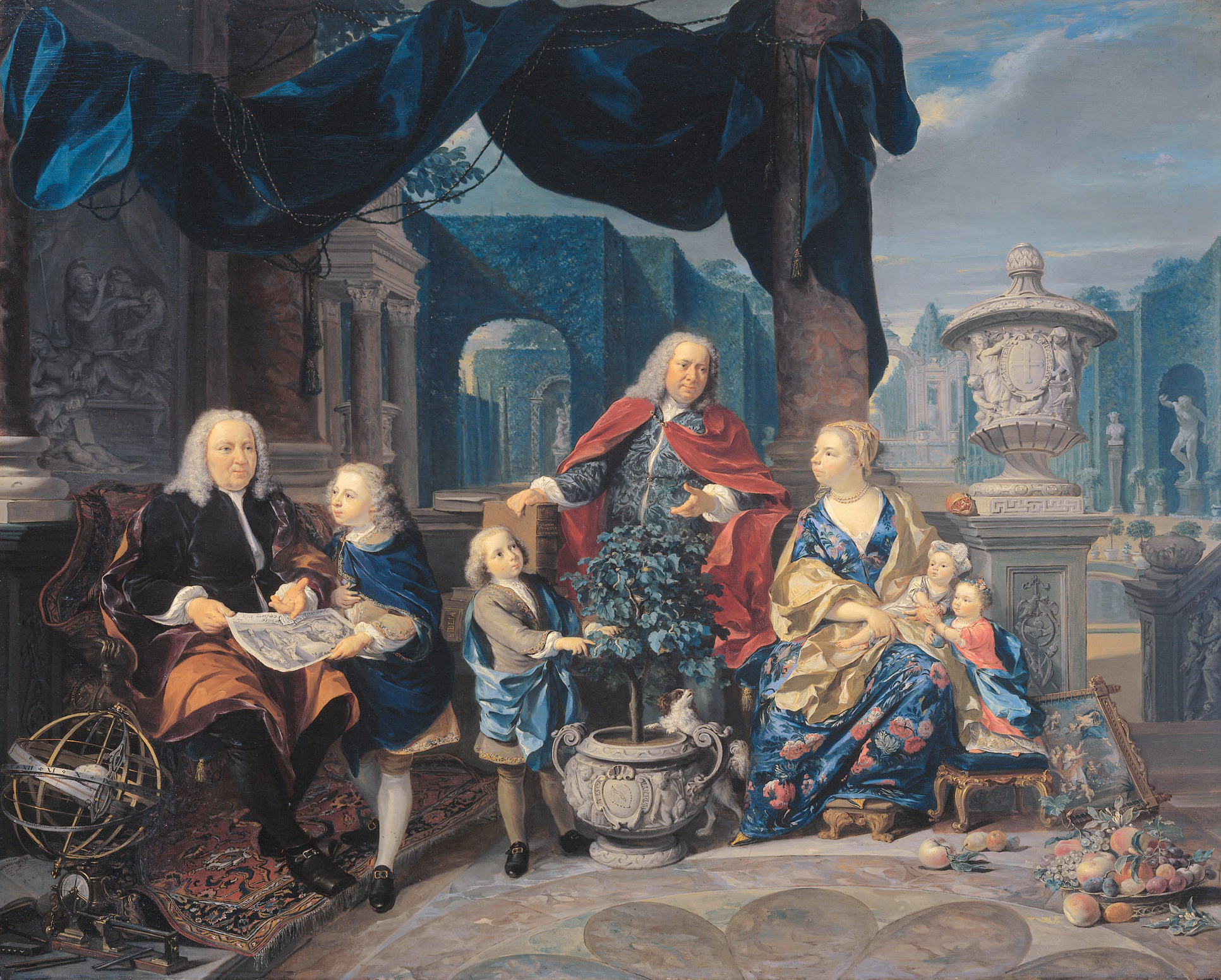
David van Mollem (1670-1746) (links) op Zijdebalen (Nicolaas Verkolje, 1740)

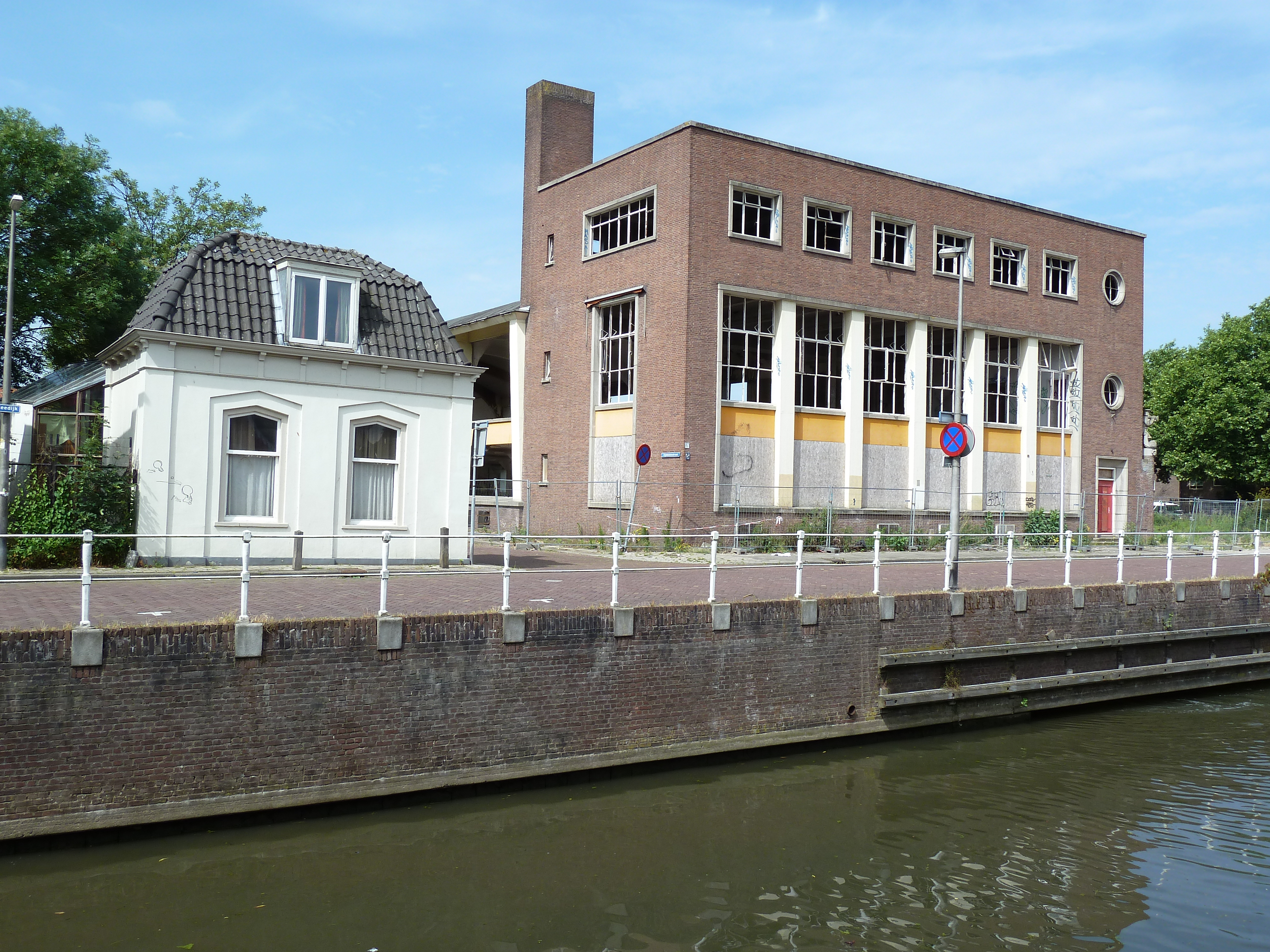
19e-eeuwse tuinderswoning op de hoek van het voormalige landgoed

Door de florerende handel kon zijn zoon David van Mollem (1670-1746) de tuin uitbouwen tot een van de rijkste van Nederland met lanen en hagen, loofgangen, priëlen, een doolhof, speelhuis, vijvers, vazen en beelden van Jan-Baptist Xavery, Jacobus Cressant en Jan Mast. Wie in deze tuin rondwandelde, "waande zich in een schaalmodel van de Schepping".
Tsaar Peter de Grote maakte in 1717 een wandeling op Zijdebalen en bracht een bezoek aan de voor die tijd inventieve fabriek en grote hoeveelheid personeel: in ieder geval meer dan honderd, sommige bronnen spreken van wel duizend werkkrachten. De wereldreiziger Cornelis de Bruijn overleed op het buiten van Van Mollem.
In 1719 werd het landgoed door diverse aankopen uitgebreid. Op het terrein verschenen een theater en een doolhof. Er kwamen 254 bakken in de tuin met diverse exotische gewassen die 's winters in de oranjerie werden opgeborgen. 
Een zekere Lucia van Mollem trouwde met admiraal Hendrik Gravé, eveneens bekend als kunstliefhebber. In 1740 is de familie Van Mollem geschilderd door Nicolaas Verkolje met als decor de tuin. In 1745 maakte Jan de Beijer 24 tekeningen van de buitenplaats, die nu in bezit zijn van het Centraal Museum.
Omstreeks 1750 werd een nieuwe vleugel aangebouwd, waarin nog drie twijnmolens werden opgesteld. Nadat rond 1780 een nieuw ontwikkelde en naastgelegen katoenfabriek ook gebruik maakte van de waterkracht, ging het uiteindelijk minder goed met de fabriek. Mogelijk waren er ook aanvoerproblemen, alhoewel onder Napoleon de Amsterdamsestraatweg nog was verhard. In 1816 werd de fabriek gesloten. David van Mollem had in zijn testament laten vastleggen dat het lustoord gesloopt moest worden als het niet meer in handen van de familie kon blijven. Het terrein werd in gebruik genomen als tuindersgrond. Op het terrein vestigden zich later onder andere De Korenschoof, broodfabriek Lubro en houtzagerij Jongeneel.

## Het nieuwe Zijdebalen
Toen de Lubro in 2004 sloot werden nieuwe plannen gemaakt voor het gebied tussen de Kaatstraat, Oudenoord (Westerdijk), David van Mollemstraat en de Vecht onder de naam Zijdebalen. Het terrein van het oude Zijdebalen strekte zich echter ooit uit tot de Daalsedijk. Er zijn ongeveer 500 woningen gepland en terugkeer van de historische Noorderstroom. In de periode van leegstand hebben de overgebleven gebouwen een tijdelijke functie gehad. Kyteman had hier zijn studio Kytopia gebouwd.